# Steinkiste am Crow Tor

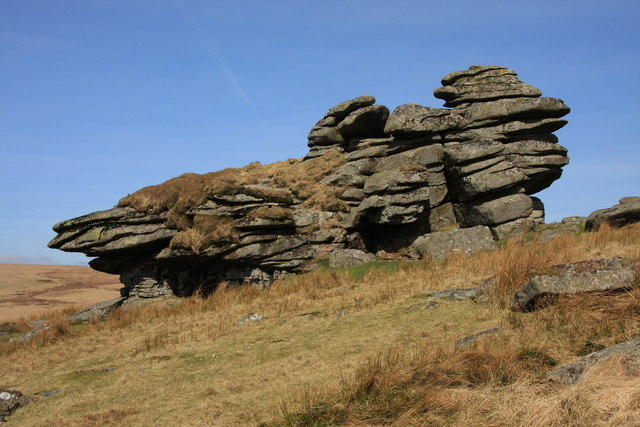
Aufschluss Crow Tor

Die Steinkiste am Crow Tor liegt 160 Meter südwestlich des Crow Tor genannten Aufschlusses, nördlich von Two Bridges, bei Princetown im Dartmoor National Park in Devon in England.
Crow Tor ist ein Cairn mit einer Steinkiste. Der Cairn besteht aus einem mit Rasen bedeckten Hügel von 4,5 m Durchmesser und 0,45 m Höhe. Im Nordosten und Süden gibt es Spuren eines Randsteinringes aus Granitplatten. Die Steinkiste liegt etwas nördlich des Zentrums des Cairns.
Sie ist trapezoid und hat eine Länge von 0,95 m, bei einer Breite von 0,8 bis 0,65 m und 0,5 m Tiefe. Der versetzte, südöstlich der Kiste liegende Deckstein ist 0,9 m lang, 0,5 m breit und 0,2 m dick.
Das Heritage Gateway für Devon & Dartmoor datiert die Kiste und den Rundcairn zwischen dem frühen Neolithikum und der späten Bronzezeit (4000 v. Chr.–700 v. Chr.). Es ist ein geschütztes Denkmal.
In der Nähe liegt der Beardown Cairn mit seiner Steinkiste auch Lydford Cairn genannt.